# Еріх Томас
Еріх Томас (нім. Erich Thomas; 10 лютого 1897, Ессен — 18 листопада 1960, Мюнстер) — німецький льотчик-ас, мисливець за аеростатами, лейтенант Імперської армії.

## Біографія
Учасник Першої світової війни. Вступивши у грудні 1917 року в 9-ту винищувальну ескадрилью, неабияк потріпав французькі аеростати в перші 3 місяці 1918 року і, будучи у званні віцефельдфебеля, на початку березня отримав офіцерське звання.
17 березня 1918 року переведений в 22-гу винищувальну ескадрилью, проте вже 23 березня був збитий під час атаки на аеростат і потрапив у полон. Томаса збили французькі аси лейтенанти Жан Шапю та Огюст Лаулль зі Spa.57 і Марсель Ежелен зі Spa.100.
Всього за час бойових дій здобув 10 перемог, з них 9 аеростатів.
В 1920 році Томас повернувся з полону і вирішив робити кар'єру в галузі машинобудування.

## Нагороди
- Залізний хрест 2-го і 1-го класу
- Почесний хрест ветерана війни з мечами